# Neolamprologus cylindricus
Neolamprologus cylindricus là một loại cá nước ngọt nhiệt đới thuộc chi Neolamprologus trong họ Cá hoàng đế. Loài này được mô tả lần đầu tiên vào năm 1986.

## Phân bố và môi trường sống
N. cylindricus là loài đặc hữu của hồ Tanganyika, nằm trong lãnh thổ 4 nước: Burundi, Cộng hòa Dân chủ Congo, Tanzania và Zambia, nhưng chúng chỉ được tìm thấy ở phía đông nam của hồ, nơi có nhiều bãi đá, độ sâu từ 10 m trở lại. Chúng ưa sống trong môi trường nước có độ pH nằm trong khoảng 7,0 - 8,5 và nhiệt độ nằm trong khoảng từ 23 - 28 °C.

## Mô tả
N. cylindricus trưởng thành có thể dài khoảng 13 cm; cá mái có kích thước nhỏ hơn cá đực một chút. N. cylindricus có thân hình trụ dài màu be với khoảng 10 sọc lớn màu xám đen hoặc đen chạy từ đầu đến cuống đuôi. Một số cá thể có viền màu xanh trên vây và ngay dưới mắt, đôi khi phần môi của chúng cũng có màu xanh. Răng của N. cylindricus rất sắc.
Những cá thể ở phạm vi phía bắc có sọc đen nhạt hơn so với phạm vi phía nam. Những cá thể ở phía nam của hồ thường có các sọc vàng xen kẽ giữa các sọc đen, thay vì trắng.
Thức ăn chủ yếu của N. cylindricus là các loài động vật không xương sống và các động vật giáp xác khác. N. cylindricus thường được nuôi làm cảnh trong các bể cá, và có thể sống 8 - 10 năm nếu được chăm sóc thích hợp.

## Hình ảnh

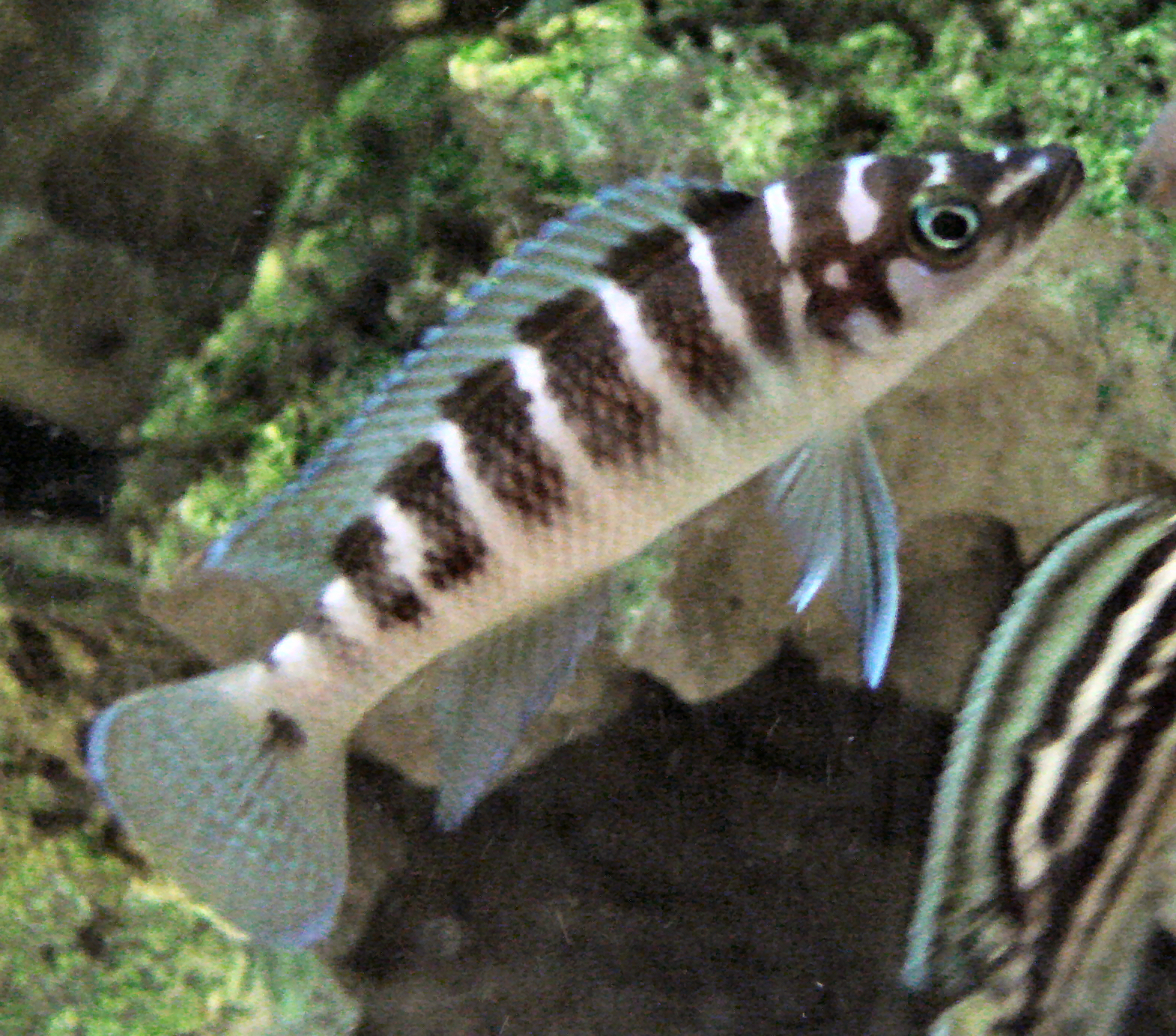
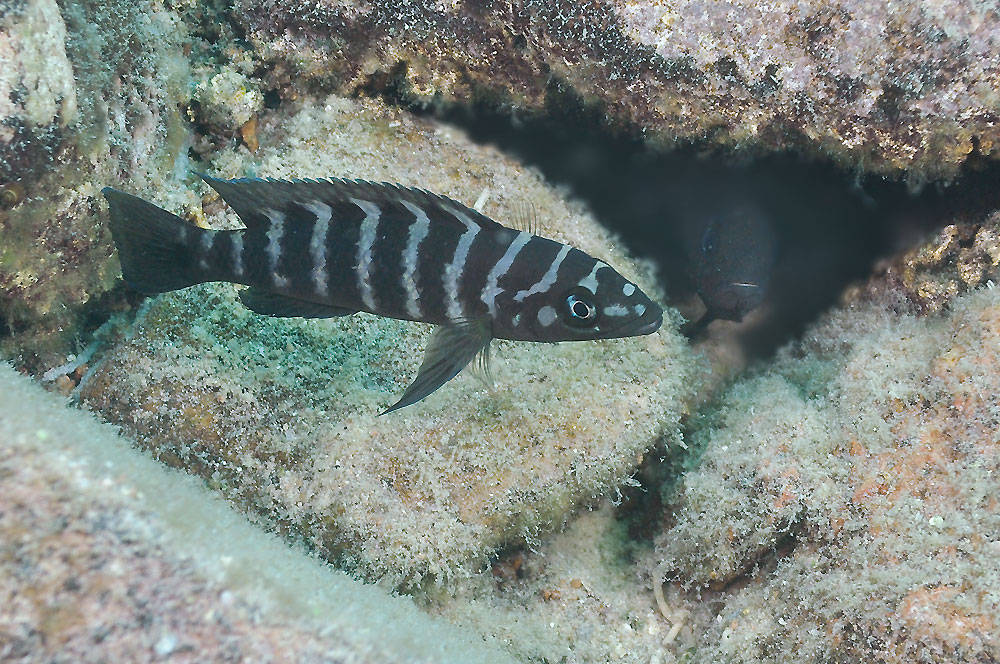